# Narcyz (postać biblijna)
Narcyz – żyjąca w I wieku postać biblijna, święty prawosławny.
Postać występująca w Nowym Testamencie w Liście do Rzymian apostoła Pawła (Rz 16, 11 (BT). Zaliczany do grona Siedemdziesięciu dwóch wysłańców Jezusa Chrystusa. Wspomnienie w grupie apostołów przypada na  4/17 stycznia.